# Queen I Tour
De Queen I Tour was de eerste tournee van de Engelse rockgroep Queen in 1973. De naam van de tour komt niet overeen met hun toenmalige album, genaamd Queen. In deze tour stond Queen in het voorprogramma van Mott the Hoople.

## Setlist
1. Procession
2. Father to Son
3. Son and Daughter
4. Ogre Battle
5. Hangman
6. Keep Yourself Alive
7. Liar
8. Jailhouse Rock
9. Shake Rattle and Roll
10. Stupid Cupid
11. Be Bop a Lula
12. Jailhouse Rock (reprise)
13. Big Spender
14. Bama Lama Bama Loo

### Minder voorkomende nummers
1. Stone Cold Crazy
2. Great King Rat
3. Modern Times Rock 'n Roll (in plaats van Bama Lama Bama Loo)
4. See What a Fool I've Been

De toegiften zitten tussen "Liar" en "Jailhouse Rock", en tussen "Jailhouse Rock (Reprise)" en "Big Spender"

## Tourdata

### Verenigd Koninkrijk
- 13 september 1973 – Londen – Golders Green Hippodrome
- 20 oktober 1973 – Londen – Paris Theatre
- 26 oktober en 2 november 1973 – Londen – Imperial College London
- 12 november 1973 – Leeds – Town Hall
- 13 november 1973 – Blackburn – St. George
- 15 november 1973 – Worcester – Gaumont
- 16 november 1973 – Lancaster – University
- 17 november 1973 – Liverpool – Stadium
- 18 november 1973 – Hanley – Victoria Hall
- 19 november 1973 – Wolverhampton – Civic Hall
- 20 november 1973 – Oxford – New Theatre
- 21 november 1973 – Preston – Guidhal
- 22 november 1973 – Newcastle – City Hall
- 23 november 1973 – Glasgow – Apollo
- 25 november 1973 – Edinburgh – Cinema
- 26 november 1973 – Manchester – Opera House
- 27 november 1973 – Birmingham – Town Hall
- 28 november 1973 – Swansea – Brangwyn Hall
- 29 november 1973 – Bristol – Colston Hall
- 30 november 1973 – Bournemouth – Winter Gardens
- 1 december 1973 – Southend – Kursaal
- 2 december 1973 – Chatham – Central
- 6 december 1973 – Cheltenham – College
- 7 december 1973 – Londen – Shaftesbury Hall
- 8 december 1973 – Liverpool – University
- 14 december 1973 (2 optredens op een dag) – Londen – Hammersmith Odeon
- 15 december 1973 – Leicester – University
- 21 december 1973 – Taunton – County Hall
- 22 december 1973 – Peterborough – Town Hall
- 28 december 1973 – Liverpool – Top Rank Club

### Duitsland
- 13 oktober 1973 – Bonn, Duitsland – Underground, Bad Godesberg

### Luxemburg
- 14 oktober 1973 – Luxemburg – Le Blow Up

### Australië
- 2 februari 1974 – Sunbury – Private Farm